# Río Chambo
Río Chambo är ett vattendrag i Ecuador. Det ligger i den centrala delen av landet, 130 km söder om huvudstaden Quito.